# Torsten Wustlich
Torsten Wustlich (Annaberg-Buchholz, 2 febbraio 1977) è un ex slittinista tedesco, specializzato nel doppio. Dal suo debutto ha sempre gareggiato in coppia con André Florschütz.

## Biografia
Compete prefessionalmente dal 1998 e a livello assoluto ha esordito in Coppa del Mondo nella stagione 1998/99, ha conquistato il primo podio il 16 gennaio 1999 nel doppio a Igls (3°) e la prima vittoria il 20 gennaio 2001 nel doppio ad Altenberg. Ha vinto la classifica generale nella specialità del doppio nel 2009/10.
Ha preso parte a due edizioni dei Giochi olimpici invernali, vincendo la medaglia d'argento nel doppio a Torino 2006.
In carriera ha conquistato inoltre nove medaglie, sei d'oro e tre d'argento, ai campionati mondiali mentre agli europei il suo miglior risultato è stato il quinto posto, ottenuto in due occasioni.

## Palmarès

### Olimpiadi
- 1 medaglia:
  - 1 oro (doppio a Torino 2006).

### Mondiali
- 9 medaglie:
  - 6 ori (doppio a Calgary 2001; doppio, gara a squadre a Park City 2005; doppio, gara a squadre a Oberhof 2008; gara a squadre a Lake Placid 2009);
  - 3 bronzi (gara a squadre a Königssee 1999; doppio a Nagano 2004; doppio a Lake Placid 2009).

### Coppa del Mondo
- Vincitore della Coppa del Mondo nella specialità del doppio nel 2009/10.
- 40 podi (38 nel doppio, 2 nelle gare a squadre):
  - 12 vittorie (10 nel doppio, 2 nelle gare a squadre);
  - 16 secondi posti (tutti nel doppio);
  - 12 terzi posti (tutti nel doppio).

#### Coppa del Mondo - vittorie
| Data             | Luogo      | Paese    | Disciplina                                                               |
| ---------------- | ---------- | -------- | ------------------------------------------------------------------------ |
| 20 gennaio 2001  | Altenberg  | Germania | Doppio con André Florschütz                                              |
| 6 dicembre 2003  | Calgary    | Canada   | Doppio con André Florschütz                                              |
| 17 gennaio 2004  | Winterberg | Germania | Doppio con André Florschütz                                              |
| 20 novembre 2004 | Sigulda    | Lettonia | Doppio con André Florschütz                                              |
| 2 gennaio 2005   | Oberhof    | Germania | Doppio con André Florschütz                                              |
| 6 gennaio 2005   | Königssee  | Germania | Gara a squadre con André Florschütz, Barbara Niedernhuber e David Möller |
| 14 gennaio 2006  | Igls       | Austria  | Doppio con André Florschütz                                              |
| 28 gennaio 2006  | Oberhof    | Germania | Doppio con André Florschütz                                              |
| 14 febbraio 2008 | Sigulda    | Lettonia | Doppio con André Florschütz                                              |
| 17 febbraio 2008 | Sigulda    | Lettonia | Gara a squadre con Tatjana Hüfner, David Möller e André Florschütz       |
| 20 febbraio 2009 | Whistler   | Canada   | Doppio con André Florschütz                                              |
| 5 dicembre 2009  | Altenberg  | Germania | Doppio con André Florschütz                                              |